# Лужнево
Лужнево — деревня в Козельском районе Калужской области. Входит в состав Сельского поселения «Деревня Плюсково».
Расположено примерно в 7 км к северу от деревни Плюсково.

## Население
На 2010 год население составляло 4 человека.